# Pontisk grekiska
Pontisk grekiska är en grekisk dialekt som ursprungligen talades i Pontos-området på Svarta havets sydkust, och sedan Lausannefördragets (1923) befolkningsutbyte mestadels i Grekland. Dess talare kallas pontier.
Pontiska härstammar från den joniska dialekten, via koine och bysantinsk grekiska. Den innehåller påverkan från turkiska, persiska och till mindre del från olika kaukasiska språk.

## Geografisk utbredning
Pontisk grekiska talades ursprungligen vid Svarta havets sydkust, men stora delar av den pontisktalande befolkningen flyttade på 1700- och 1800-talen till Svarta havets nord- och västkuster, till Kejsardömet Ryssland. Pontisk grekiska talas ännu av stora grupper i Ukraina och runt Stavropol i Ryssland samt i Georgien. Efter massakrerna på 1910-talet flyttades de flesta kvarvarande pontisktalarna i Mindre Asien till Grekland, huvudsakligen i norr. Invånarna i Of-dalen, som konverterade till islam på 1600-talet, stannade i Turkiet och talar fortfarande pontisk grekiska.